# Chelgerd
 (octobre 2019).
Si vous disposez d'ouvrages ou d'articles de référence ou si vous connaissez des sites web de qualité traitant du thème abordé ici, merci de compléter l'article en donnant les références utiles à sa vérifiabilité et en les liant à la section « Notes et références ».
Chelgerd (persan : چلگرد) est une ville, chef-lieu du district central situé dans la préfecture de Kuhrang dans la province du Tchaharmahal-et-Bakhtiari en Iran, à environ 90 km à l'ouest de Shahrekord.

## Population
La population y est essentiellement constituée de Lors bakhtiaris sédentarisés de la tribu Bābādi de la branche Haft Lang. Lors du recensement de 2006, la population de la ville était de 2 708 habitants répartis dans 539 familles. 

## Sport et loisirs
La ville de Chelgerd dispose d'un domaine skiable ouvert de la fin de l'automne au début du printemps.